# 51年
| 千纪： | 1千纪                                                                                |
| 世纪： | 前1世纪 \| 1世纪 \| 2世纪                                                            |
| 年代： | 20年代 \| 30年代 \| 40年代 \| 50年代 \| 60年代 \| 70年代 \| 80年代                   |
| 年份： | 46年 \| 47年 \| 48年 \| 49年 \| 50年 \| 51年 \| 52年 \| 53年 \| 54年 \| 55年 \| 56年 |
| 纪年： | 东汉建武二十七年                                                                     |

## 各国领袖

### 非洲
- 库施
  - 国王：Amanitenmemide（50年－62年）

### 亚洲
- 中国
  - 东汉：
    - 皇帝：汉光武帝（25年－57年）
- 朝鲜
  - 百济：
    - 国王：多娄王（28年－77年）

  - 高句丽：
    - 国王：慕本王（48年－53年）

  - 新罗：
    - 国王：儒理尼师今（24年－57年）
- 贵霜帝国
  - 国王：丘就却（30年－80年）

### 欧洲
- 高加索伊比里亚
  - 国王：法斯曼一世（50年－58年）
- 罗马帝国
  - 皇帝：克劳狄一世（41年－54年）

### 中东
- 科马吉尼
  - 国王：Antiochus IV（41年－72年）
- 奈巴提亚
  - 国王：Malichus II（40年－70年）
- 奥斯若恩
  - 国王：Ma'nu V bar Abgar（50年－57年）
- 安息
  - 国王（政权对立）：
    - 
      1. 戈塔尔泽斯二世（38年－51年）
      2. 沃诺奈斯二世（51年）
      3. 沃洛吉斯一世（51年－78年）

    - 萨那巴雷斯（50年－65年）

## 逝世
- 樊宏
- 玊况